# Arcadia (New York)
Arcadia város az USA New York államában. Lakosainak száma 13 731 fő (2020. április 1.).

## Népesség
A település népességének változása:

| 2010 | 14 244 |
| 2020 | 13 731 |

## Érdekesség
A történet szerint a 19. század közepén a településhez tartozó Hydesville-ben léptek kapcsolatba a szellemvilággal a Fox-nővérek, a modern spiritiszta mozgalom megindítói. Hydesville és az egykori Fox-ház ma már nem létezik, de egy azonos nevű út és egy emlékház őrzi a Fox-nővérek egykori házának emlékét (1510 Hydesville Road).